# Cicuta douglasii
 (septembre 2021).
Si vous disposez d'ouvrages ou d'articles de référence ou si vous connaissez des sites web de qualité traitant du thème abordé ici, merci de compléter l'article en donnant les références utiles à sa vérifiabilité et en les liant à la section « Notes et références ».
Espèce
Cicuta douglasii est une espèce de plantes à fleurs de la famille des Apiaceae. C'est une plante vivace vénéneuse originaire d'Amérique du Nord. Elle est présente dans les endroits humides tels que les marais, les berges de cours d'eau, les bords de marécage, les fossés, les prairies et les pâturages humides. Ses racines sont épaisses et tubéreuses, avec de nombreux tubercules plus petits sur un tubercule principal, permettant sa survie en conditions humides. 

## Répartition
Cicuta douglasii est originaire d'Amérique du Nord. Au Canada elle est abondante en Colombie-Britannique. Aux États-Unis, elle est présente de la base des montagnes Rocheuses jusqu'à la côte du Pacifique, en s'étendant de l'Alaska jusqu'à la Californie. Ses besoins en eau limitent sa présence en terrains ouverts.

## Description
Les principales caractéristiques de Cicuta douglasii sont sa tige qui mesure de 50 cm à 2 m de hauteur et qui présente des taches violacées, ses racines épaisses et ses feuilles alternes pennées composées. Ses folioles mesurent généralement 5 à 8 cm de long et 1 à 2 cm de large, avec des bords dentelés. Ses inflorescences sont composées d'ombelles avec de nombreuses petites fleurs blanches. Chaque fleur produit deux graines. Leur dispersion se fait par le vent, l'eau, les machines, les vêtements et à travers le sol transporté. Elles germent au printemps et les fleurs arrivent à maturité vers la fin juin et le début juillet. En plus de faire germer de nouvelles plantes à partir de graines, les porte-greffes peuvent également produire de nouvelles plantes à l'automne à partir du méristème basal. Lorsqu'elles se détachent au printemps suivant, elles peuvent former une nouvelle plante.

## Toxicité
La Cicuta douglasii est considérée comme étant la plante la plus toxique d'Amérique du Nord en raison de la présence de cicutoxine (d) au niveau de ses racines. Cet alcool insaturé, un liquide jaunâtre, agit sur le système nerveux central des animaux. Les premiers symptômes d'une intoxication à la cicutoxine comprennent une salivation excessive, de l'écume dans la bouche, de la nervosité et un manque de coordination. Ces symptômes peuvent évoluer vers des tremblements, une faiblesse musculaire, des convulsions et une insuffisance respiratoire. L'ingestion de Cicuta douglasii à hauteur d'environ 0,1 % du poids corporel d'une personne peut entraîner sa mort. En plus d'être extrêmement dangereuse pour l'Homme, cette plante a un impact énorme sur les animaux. Aussi peu que 0,2 à 0,5 % du poids corporel des moutons, 0,1 % du poids corporel des bovins, 0,5 % du poids corporel des chevaux et 0,3 % du poids corporel des porcs peuvent être mortels. La mort peut survenir dans les quinze minutes suivant l'ingestion de la toxine. Le fait que ce soit l'une des premières plantes à émerger au printemps, que son odeur est agréable et qu'elle pousse dans les zones humides, la rend très attractive, mais mortelle, pour les animaux au pâturage.

## Liste des variétés
Selon Tropicos (12 octobre 2021) :
- variété Cicuta douglasii var. douglasii
- variété Cicuta douglasii var.occidentalis (Greene) M.E. Jones